# Comuna Bîhiv, Liubeșiv
Bîhiv (în ucraineană Бихів) este o comună în raionul Liubeșiv, regiunea Volînia, Ucraina, formată din satele Bîhiv (reședința) și Hutomîr.

## Demografie
Componența lingvistică a satului Bîhiv
     Ucraineană (99,48%)
     Alte limbi (0,44%)
Conform recensământului din 2001, majoritatea populației satului Bîhiv era vorbitoare de ucraineană (99,48%), existând în minoritate și vorbitori de alte limbi.